# Super Poderosa
"Super Poderosa" é um single oficial da carreira da cantora pop brasileira Kelly Key, sendo o segundo lançado em sua coletânea, intitulada 100%. Lançada oficialmente em 26 de abril de 2008. Uma segunda versão da faixa, remixada em funk melody pelo produtor Dennis DJ foi liberada nas rádios cariocas em 15 de junho.

## Composição e desenvolvimento
Composta por Matheus Santos, a canção foi produzida por Umberto Tavares. 

## Divulgação e Desempenho
A canção teve sua performance de estreia na televisão em 26 de novembro de 2007 no programa Programa da Hebe, comandado pela apresentadora Hebe Camargo. A cantora ainda passou por programas como O Melhor do Brasil, Tudo É Possível, Raul Gil, Domingo Legal e Hoje em Dia, dentre outros programas. Sua estréia na rádio ocorreu pela Mix FM, passando posteriormente para outras rádios como Transamérica e Dumont FM. Fechou como um dos singles mais tocados no ano no Brasil, fechando ainda o ano de 2008 como uma das Top 100 das Músicas Mais Procuradas da Internet no Brasil, na posição oitenta e sete, uma posição atrás da canção 4 Minutes da cantora Madonna

## Recepção e Crítica
A canção recebeu críticas positivas. Segundo a Folha de S.Paulo a canção é "o retorno da cantora que andava em baixa". O Jornal Agora declarou que, apesar de Super Poderosa não ser tão boa quando o single anterior, Você é o Cara descrita como a "melhor canção lançada por Kelly Key em toda carreira", a canção é forte e radiofônica. Segundo o site UOL, Kelly Key estaria amadurecendo musicalmente. O site Terra declarou que a canção é um presente de Natal trazido por Papai Noel.